# Al Wood
Martin Alphonzo "Al" Wood (nacido el 2 de junio de 1958 en Gray, Georgia) es un exjugador de baloncesto estadounidense que disputó 6 temporadas en la NBA. Con 2,00 metros de altura, jugaba en la posición de escolta.

## Trayectoria deportiva

### Universidad
Jugó durante cuatro temporadas con los Tar Heels de la Universidad de North Carolina, en los que promedió 16 puntos y 5 rebotes por partido. En su última temporada lograron clasificarse para la Final Four de la NCAA, siendo batidos en la final por Virginia. Anotó en la final 39 puntos ante el equipo liderado por Ralph Sampson, la mejor marca de toda la historia de la universidad en un partido del Torneo de la NCAA.
Fue elegido en 1980 para formar parte de la Selección de baloncesto de Estados Unidos que iba a disputar los Juegos Olímpicos de Moscú, a los que finalmente no acudió el país norteamericano a causa del boicot.

### Profesional
Fue elegido en la cuarta posición del Draft de la NBA de 1981 por Atlanta Hawks, donde apenas contó para su entrenador en los 19 partidos que jugó antes de ser traspasado a San Diego Clippers. Allí jugó temporada y media, subiendo notablemente su aportación al equipo. En la temporada 1983-84 fue traspasado a Seattle Supersonics, donde se hizo con el puesto de titular, firmando su mejor año, tras promediar 15 puntos y 3 asistencias por partido.
Tras tres temporadas en los Sonics, fue traspasado a Dallas Mavericks, donde fue relegado al banquillo, jugando apenas 12 minutos por partido. Al finalizar esa temporada se retiró. En el total de su carrera como profesional promedió 11,8 puntos y 3,0 rebotes por partido.